# クリトン
『クリトン』（クリトーン、古希: Κρίτων [krítɔːn]、古代ギリシア語ラテン翻字: Krítōn、英: Crito [ˈkraɪtoʊ] KRY-toh あるいは [ˈkriːtoʊ] KREE-toh）は、プラトンの初期対話篇の1つであり、『ソクラテスの弁明』の続編。そこに登場する人物名でもある。副題は「行動（実践/義務）について」（古希: Περὶ πρακτέου、古代ギリシア語ラテン翻字: Perì praktéou）。

## 構成

### 登場人物
- ソクラテス - 最晩年、70歳。
- クリトン（クリトーン、古希: Κρίτων） - 裕福廉直な農民で、ソクラテスと同じアテナイのアロペケ区（英語版）出身、同年齢で幼少期よりの友であった。容姿端麗な長男クリトブロスがソクラテスの友人（弟子）であったことも、『ソクラテスの弁明』やクセノポンの著作で言及されている。対話篇『エウテュデモス』『パイドン』にも話者として登場。

### 時代・場面設定
紀元前399年、『ソクラテスの弁明』で描かれた民衆裁判所における死刑判決から約30日後、死刑執行を待つ身であるソクラテスが繋がれたアテナイの牢獄にて。
夜明けに「死刑執行停止の解除」を意味するデロス島からの聖船の帰還を控えた深夜未明。ソクラテスの旧友クリトンが、懇意にしている牢番を通じて牢獄へ侵入、ソクラテスに逃亡の説得をしに来るところから話は始まる。
最終的にクリトンの説得が失敗に終わる場面までが描かれる。

## 内容
クリトンはソクラテス裁判の後、監獄で死刑執行を待つソクラテスに面会し、自分の財産を負担しても救出したいと言って説得するがソクラテスは妥協せずそれを拒絶、国家、法律、美徳について語り合い、最終的にクリトンは説得を諦める。
原典には章の区分は無いが、慣用的には17の章に分けられている。以下、それを元に、各章の概要を記す。

### 導入
- 1. クリトンの訪問。ソクラテスに聖船の帰還が迫っていることを告げる。
- 2. ソクラテスは、夢のお告げで聖船の到着が今日ではなく明日だと予言。

### 「脱獄・逃亡」の勧め
- 3. クリトンが、ソクラテスへ逃亡を切り出す。自分が親友を失わないため、また、大衆からの「金を惜しんで親友を救うのを怠った」という誹り・風聞を避けるため。しかし、ソクラテスは意に介さず。
- 4. クリトンは、ソクラテスは逃亡に伴う費用や、逃亡後の自分達に対する処罰を懸念しているのかもしれないが、それらの処理費用はいくらでもないし、シミヤスやケベスら外国の友人達もその用意がある、また、テッサリア等、歓迎してくれる先はいくらでもあると、説得。
- 5. 更にクリトンは、ソクラテスは敵が思う通りに自らその身を滅ぼそうとしている、また息子達を見棄てて孤児の境遇に落とそうとしている、一連の事の成り行きは自分達を卑劣・臆病の評判へと貶め、皆に不幸・不名誉をもたらそうとしていると説得、逃亡催促。

### 「議論の前提」となる合意（「正・不正」のみを根拠とする）
- 6. ソクラテスは、クリトンの熱心さは尊重するが、それが正しい道理に適っているか考えなければならない、自分は熟考の結果最善と思われる考え以外には従わないと、問答開始。まず大衆の意見ではなく、一部の智者の意見が尊重されるべきという点で、合意。
- 7. 運動を本職とする者は、あらゆる人の賞賛・非難・意見ではなく、医者や体育教師ら専門家の意見を尊重すべきで、合意。逆に、その彼が素人・大衆の意見を重視すれば、禍を被るという点、また、その禍は身体に及ぶという点でも、合意。この例が、正と不正、美と醜、善と悪といった主題においても同様に当てはまるという点でも、合意。
- 8. 専門家の意見を聞かず、不養生によって損なわれた不健康な身体をしていては生き甲斐が無いという点で、合意。不正によって害された魂をしていてはもっと生き甲斐が無いという点でも、合意。これによってクリトンの「大衆の意見に耳を傾ける」という姿勢は退けられた。一番大切なことは単に生きるのではなく善く生きること、また、善く生きることは美しく生きる、正しく生きることでもあるという点でも、合意。
- 9. 以上の合意に基づき、逃亡するか否かは、現在の問答における正・不正のみを根拠とすること、他の事情は顧みないことで合意。ソクラテスは、最善の異論・反対説があれば述べてほしいとクリトンに頼みつつ、議論を進行。

### 「不正な報復」の禁止
- 10. 不正は事情・条件に依存せず、いかなる条件下においても故意に行なってはならない、それは常に悪・恥辱であるという点で、合意。不正に報いるのに不正を以てすべきでないという点でも、合意。誰かに禍害を加えること、それに対して禍害を以て報いることは悪であり、不正と同じであるという点でも、合意。何人に対しても、不正に報復したり、禍害を加えたりしてはならないという点でも、合意。他人に対して正当な権利として承認を与えたことは、自らも尊重すべきだという点でも、合意。

### 「国法・国家」の存続
- 11. ソクラテスは、国家の同意を得ずに逃亡すれば、自分達は最も加えてはならないものに禍害を加えることになるのか否かを問うも、クリトンは答えに窮する。ソクラテスは、国法・国家を擬人化し、「ソクラテスは法律・国家組織全体の破壊を企図しているのではないか、一度下された法の決定が私人によって無効化・破棄されてもなお国家は存立し、転覆されずに済むのか」と問わせる。他方で弁論家風に「国家こそ自分達に不正を行い正当な判決を下さなかった」と反論も用意。クリトンは後者に賛同。

### 「国法・国家」との合意
- 12. ソクラテスは、国家の言い分として「ソクラテスと我々との合意はその程度のものだったのか、国家の下すいかなる判決にも服すると誓ったのではなかったか」と問わせる。更に、「ソクラテスはいかなる苦情があって国家転覆を図るのか、我々の保護下で両親は結ばれ、おまえが生まれ、扶養・教育された中に不満があるのか」「おまえや祖先が我々の産み子・臣下として属することを否認できるのか」「おまえは我々と同等の権利を持っていると信じたり、我々がおまえに加えようとすることをおまえも我々に加え返す（報復する）権利があると思っているのか」「父親や主人（奴隷の場合）に対しても、同等の（報復）権利は無いのに、父母よりも祖先よりも尊ばれ、畏敬され、神聖で、神々・理性的人間たちによって最も尊重されているこの国家・国法・祖国に対しては、それがあるというのか」「人は祖国を敬い、父親に対するよりももっと素直に従い、また、なだめるべき」「祖国が命じるものは、殴打・投獄・戦場送致であれ、黙って忍従すべきであり、逃亡・退却や持ち場の放棄をせず、戦場においても法廷においても他のどこにおいても国家・祖国の命ずる通りに実行しなくてはならない、もしくは、真の法の要求に沿って考えを改めさせなくてはならない」「暴力を用いることは、父母に対しても罪悪だが、ましてや祖国に対してはなおさらではないか」等と語らせる。クリトンも、同意する。
- 13. ソクラテスは、続けて国法に語らせる、「我々は全てのアテナイ人に対し、一人前の市民となり、国家の実状や法律を観察した時に、意に適わないことがあれば、全財産を携えて好きな所に行けることを、宣言している、また実際、植民地や外国に移住・引越ししても、それを誰も妨げも禁止もしない」「したがって、アテナイに留まり続けている者は、我々の命令の一切を履行することを、その行為によって約束した者である」「したがって、我々に服従しない者は、1「生の賦与者たる我々に服従しない」、2「養育者たる我々に服従しない」、3「我々に何か間違った行いがあった時に、説得によってこれを改めさせない」という3つの不正を犯している」「我々は命令をただ提議するのみで、それを履行するか、非を悟らせるか、その二者択一はその者に委ねられているが、不正者はそのどちらも実行しない」
- 14. 「ソクラテスが今現在の企てを遂行するならば、こうした非難は最大限該当することになる」「ソクラテスは一度のイストモス行[4]や、ペロポネソス戦争（ポティダイアの戦い、アンフィポリスの戦い、デリオンの戦い（英語版））への従軍といった例外を除いては、アテナイの町を出ることもなく[5]、他国やその法律に興味を持たず、ここで子供ももうけ、この国家に満足してきたし、裁判中には、追放刑を提議することもできたが、それよりは死を選ぶと高言した」「それを今さら撤回し、契約・合意を破棄して逃亡を企て、最も無恥で奴隷的な振る舞いをしようとしている」「まずはこれまでの行為によって我々に従って市民生活することに同意したという主張が、正当であるか否か答えてみよ」。クリトンも、しぶしぶ同意。ソクラテスは続ける、「我々とソクラテスとの契約・合意は、強制されたものでも、欺かれたものでも、短時間で強いられたものでもない、ソクラテスは70年もの間、ラケダイモン（スパルタ）も、クレテも、その他のギリシア人や異邦人の都市をも選ばず、アテナイに留まり、この国・国法を好んできた」「これまでの合意を守らず、逃亡するならば、ソクラテスは自分を物笑いの種にすることになる」

### 「国法・国家」との合意の蹂躙
- 15. 「ソクラテスがこれまでの合意を蹂躙して逃亡すれば、友人までもが追放刑（祖国喪失）・財産没収の危険に晒されるのはもちろん、ソクラテス自身も、仮にテーバイ、メガラといった良い国法のある近隣都市へ行くならば、その国の者達はソクラテスを国法の破壊者として猜疑の目で見るし、裁判の判決が正しかったと判断するだろう」「そのような秩序ある国々、方正な人々を避け、生きながらえたとして生き甲斐はあるのか」「厚顔、恥知らずにも彼らのところに押しかけて、徳や正義、制度と法律が、人間にとって最高の価値であると語ろうとするのか」「あるいはクリトンの客友達（クセノス）を頼りに、テッサリアのような無秩序と放縦が盛んな地へとおもむき、脱走話や、国法蹂躙、老人の生への執着といった滑稽話でその地の人々を喜ばせ、彼らの機嫌を損ねないように奴隷のように生きるのか」「子供たちの扶養・教育のために生きながらえたいと言うのなら、そんなテッサリアに連れて行って、扶養・教育するつもりなのか」「子供たちをアテナイに残して友人に世話を頼むというのであれば、その友人はソクラテスが生きて目を光らせている内はちゃんと世話をするが、死ねば（冥府に行けば）世話をしなくなるほど信用のできない者たちなのか」
- 16. 「だからソクラテスよ、我々の言葉に従い、子供も、生命も、その他のものも、正義以上に重視するな」「冥府に着いた時に、自らを弁明できるように」「ソクラテス自身にも、全ての関係者にも、正義以上の幸いなく、これ以上に、人の義にも、天の義にも適うものはない」「このままこの世を去るなら、（人間から）不正を加えられた者としてこの世を去ることになるが、逆に逃亡し、不正に不正を、禍害に禍害を報い、我々に対する合意・契約も蹂躙し、ソクラテス自身、友人、祖国、我々（国法）といった最も禍害を加えてはならない者に禍害を加えるなら、我々はおまえの存命中を通じておまえに怒りを抱くし、あの世の冥府の国法も、親切におまえを迎えてはくれない」「力の及ぶ限り我々を滅ぼそうとしたことを、彼らは知っているから」「だからクリトンに説得されずに、我々の言葉に従え」

### 終幕
- 17. ソクラテスは、以上の言葉が耳の中で響き、他の音を聴こえなくする、だからクリトンが抗弁しても、空語に帰すると述べる。それでも何か成し得る望みがあるのか尋ねられたクリトンは、もう何も言うことは無いと、説得を諦める。ソクラテス、「よろしい、それでは我々はこの通りに行動しよう、神がそちらに導いて下さるのだから」。

## 論点

### 正義
本篇は、一人の市民としての義務の遂行の仕方、その正義について述べられる。ここで言う正義とは、「熟考の結果、最善と思われる考え」として言及される。運動選手が専門家ではなく一般大衆の意見に耳を傾け、身体を害して生き甲斐を失ってしまってはよくないのと同じように、一般大衆の風聞・評判を気にして不正を犯し、魂を害して生き甲斐を失ってしまう（人生を台無しにしてしまう）ことがないよう、徹底的に熟考して正しいと思える結論のみに従うことで合意した上で、話が進められる。
また、「いかなる条件下においても、不正を犯すことは悪」であり、「不正に対して、不正で報復することも悪」であるという考え方も、議論の前提として言及される。
最終的に、ソクラテスが脱走・逃亡することは不正であること、正義を貫徹することこそが全ての関係者にとっても最善の選択であるというソクラテスの結論に対し、クリトンは説得を諦めることになる。

### 国家・国法

#### 秩序
本篇の主題は、国家・国法（と市民の義務）であり、これらはソクラテスによって、架空の対話相手として持ち出される。
作中では、アテナイ、テーバイ、メガラ等が、良い国法を持った国として言及され、対照的に、テッサリアが、無秩序・放縦の国として言及される。
国家・国法は、社会秩序を生み出すものとして、父母・祖先よりも畏怖され、尊重されるべきものとして言及され、その合意なしに逃亡することは、これらに禍害を加え、破壊・転覆を図る行為になってしまう旨が述べられる。

#### 合意・契約
アテナイの一市民としてのソクラテスと、アテナイの国家・国法との関係は、（移住が法的に認められているのにもかかわらず）ソクラテスが70歳の老年に至るまでアテナイに留まり続け、そこで家庭と子供をもうけ、一市民として満足して暮らしてきた事実を以て、国家・国法の命令を順守する合意・契約が（強制されたわけでも、欺かれたわけでも、短時間で強いられたわけでもなく、当人の納得ずくで）成立しているものとして言及される。

#### 説得・改革
また本篇では、国家（祖国）は、父親に対する以上に従うと同時に、「なだめる」対象でもあり、また既成の国法に対しても、ただ一方的に従うのではなく、それに間違いがあったならば、「真の法」に基づいて説得によってそれを改めさせねばならず、それも市民の義務の1つである旨が言及されている。
そして、もしソクラテスが事ここに至り、国家・国法に不満を持ち、逃亡を企てるならば、そうした義務を怠り不正を犯していたことにもなる旨も言及される。
この問題について、当然ソクラテスは何もしていなかったわけではなく、「「真の法（自然法・倫理）」の探究」と、「国民の魂を善くすること、より善い国家運営者を養成すること」に、生涯を費やして長年努めていたことは、プラトンの他の対話篇を通しても明らかにされるが、同時にそれらはまだ「道半ば」であり、（法廷での弁明と同じく）人々・国家を説得するには時間が足りなかったということ（したがって、その課題の継承と解決は、後世の人間たちに託されていること）が、諸々の対話篇を通して明らかにされる。

### 「悪法もまた法なり」という解釈
本篇『クリトン』の内容は、短絡的・通俗的な解釈として、「ソクラテスは「悪法も法である」として不正な裁判結果を受け入れ、脱獄を拒否した」等と説明される（されてきた）ことが一部である。
しかし、そもそも、ソクラテスに不当（不正）な死刑判決を下したのは、民衆裁判の裁判官（陪審員）たちであり（しかも、クセノポンの『ソクラテスの弁明』によれば、それは法律で死刑に定められている「4つの重犯罪」とは関係無い罪（涜神罪）として下された、「不法な死刑判決」でもあった）、法律が直接「不正」の批判対象とはなっているわけでもなく、「悪法」呼ばわりされているわけでもないという点で、上記の解釈・表現は端的に的外れ・誤りである。
また、ソクラテスが、そのような「不当（不正）な死刑判決」にあえて従った理由は、本篇内では、「魂が不正によって害される」ことで、「生き甲斐を無くして」しまったり、「死後の冥府で罰を受ける」ようなことが無いように、「善く/正しく/美しく生きる」ため、そしてそのために「不正を行わない」「不正に対して、不正を以て報復/対応しない」という考えを優先した結果（つまりは、国家・世俗の法を尊重したというよりは、自然法・倫理を優先した結果）であることが、明快に説明されており、この点からも、上記のような解釈は的外れである。
ちなみに、この「「魂を善く/正しく/美しくする」「善く/正しく/美しくある (生きる)」ことを、何よりも（命よりも）優先する」という発想は、プラトンの思想の根幹を成しており、全ての対話篇の共通したモチーフでもあるが、特に『ゴルギアス』や『国家』といった政治論が述べられる対話篇で、強調的に反復される。

### クセノポンの著作との関連
クセノポンの著作である『ソクラテスの思い出』と『ソクラテスの弁明』には、それぞれ本作『クリトン』の内容と関連する記述があり、本作『クリトン』の内容を理解する上で参考になる。
『ソクラテスの思い出』の第4巻第4章では、ソクラテスがヒッピアスに語った考えとして、
- 「法に適う」ことが「正義」である。
  - 「成文法（実定法）」としての「国法」は、（戦争における軍律と同じく）それが恣意的・不完全であったとしても、遵守しないよりは遵守する方が、「国家」と「個人」双方にとって利益が大きい。（「国家」としては「混乱・破滅」を免れ、「強盛・繁栄」の道を進むことが可能になるし、「個人」としては「勝手な言い分で規律破りを犯す信用ならない者」という汚名・悪評を免れ、「忠義に篤く規律を遵守する信頼・尊敬できる者」という好評・名声を得ることができる。）
  - 「不文法（不文律）」としての「普遍的道徳・人倫」は、神々の掟のごとく、反すると必ず何らかの形でその罰・報いを受けることになる。

といったことが述べられており、プラトンもこうしたソクラテスの思想を土台・下敷きとして、本篇を書いたと考えられる。（こうした思想は、前作『ソクラテスの弁明』で描かれている裁判中・裁判後のソクラテスの言動を理解するのにも参考になる。）
また、クセノポンの『ソクラテスの弁明』は、ソクラテスが老齢を嫌い、死刑になることを半ば望んでいたことを暴露しているが、その「死への願望」の現れの1つとして、第23節にて、仲間たちがソクラテスを脱獄させようとした際に、ソクラテスがそれを拒絶し、「どこかに死が近づかないような場所があるか知っているのか」と尋ねるなど、彼らをからかうようなまねをしたことが述べられており、実際に本作のエピソードの元となる「ソクラテスによる脱獄拒否」の事実があったことが確認できる。（ちなみに、ディオゲネス・ラエルティオスの『ギリシア哲学者列伝』には、実際にソクラテスに脱獄を勧めたのはクリトンではなくアイスキネスであり、プラトンがそれをクリトンに変えたのは、アイスキネスがプラトンよりもアリスティッポスに好意を寄せていたからだとする説が紹介されている。）

### 『法律』『第七書簡』との関連
なお、「現実的な善い国制」として、（「混合政体」と共に）「法治主義」が前面に打ち出されるようになる、最後の対話篇『法律』や、同時期に書かれた『第七書簡』では、（「神への服従」と共に）「法への服従」の重要性や、そうした人間（「法の下僕/従僕」）こそが国家で最も尊重され、国の重責・支配権を与えられるにふさわしいことが、繰り返し説かれている（『法律』第4巻第7章, 第5巻第2章、『第七書簡』337A,D）。
したがって、本篇『クリトン』で描かれるソクラテス像は、そうした後に言及される「法治主義国家における、理想的な人間像」を、分かり易く典型的に示す役割も果たしており、（一連の作品の「最終的な締め括り」に向けての）一種の伏線ともなっている。

## 日本語訳
- 『プラトン全集〈1〉 エウテュプロン・ソクラテスの弁明・クリトン・パイドン』今林万里子・田中美知太郎・松永雄二訳、岩波書店 1975年、復刊2005年ほか
- 『ソクラテスの弁明・クリトン』久保勉訳、岩波文庫、初版1927年、改版1964年、2007年。ワイド版1991年
- 『クリトーン』田中秀央訳注、大学書林語学文庫、1961年9月
- 『ソークラテースの弁明・クリトーン・パイドーン』田中美知太郎・池田美恵訳、新潮文庫 1968年、改版2005年
- 『ソクラテスの弁明・クリトン』三嶋輝夫・田中享英訳、講談社学術文庫、1998年2月
- 『ソクラテスの弁明ほか』田中美知太郎・藤沢令夫訳、中公クラシックス 2002年1月
- 『クリトン』藤田大雪訳、叢書ムーセイオン、2013年1月。Kindle版
- 『エウテュプロン・ソクラテスの弁明・クリトン』西尾浩二・朴一功訳、京都大学学術出版会〈西洋古典叢書〉、2017年8月

### 漫画
- 『マンガで読む名作　ソクラテスの弁明』 画・横井謙仁、日本文芸社、2010年 ISBN 9784537125610
- 『まんがで読破　ソクラテスの弁明』 バラエティ・アートワークス画、イースト・プレス、2013年